# Januari 2024
Dit artikel geeft een chronologisch overzicht van de belangrijkste gebeurtenissen per dag in de maand januari van het jaar 2024.

## Gebeurtenissen

### 1 januari
- In zowel Nederland als in België treedt de wet minimumbelasting voor multinationals en omvangrijke ondernemingsgroepen in werking, conform de Europese richtlijn 2022/2523 uit 2022 en in navolging van de OESO-modelvoorschriften (Pillar II), die op 14 december 2021 werden goedgekeurd door de OESO/G20.[1][2]
- Egypte, Ethiopië, Iran, Saoedi-Arabië en de Verenigde Arabische Emiraten (VAE / UAE) sluiten zich aan bij BRICS.[3]
- Een zware aardbeving teistert de westkust van Japan. De beving heeft een sterkte van 7,6 op de schaal van Richter.
- De auteursrechten van de eerste tekenfilms van Mickey Mouse vervallen. Hieronder valt ook Steamboat Willie, de eerste tekenfilm met geluid.[4]

### 2 januari
- Op de startbaan van de Luchthaven Haneda in Tokio vindt een botsing plaats tussen een Bombardier Dash 8 van de Japanse kustwacht en vlucht 516 van Japan Airlines, een Airbus A350-900. Vijf van de zes bemanningsleden van het kustwachtvliegtuig komen om. De passagiers en bemanning van de Airbus konden tijdig worden geëvacueerd.[5]

### 3 januari
- In de Iraanse stad Kerman wordt een aanslag gepleegd bij een herdenkingsceremonie voor de vier jaar eerder gedode generaal Qassem Soleimani. Er vallen 95 doden en ruim 200 gewonden. IS eist de aanslag op.[6] (Lees verder)

### 5 januari
- Alaska Airlines-vlucht 1282 moet terugkeren naar Portland voor een noodlanding nadat een plugdeur uit het vliegtuig geblazen is.

### 9 januari
- De Franse president Emmanuel Macron benoemt de 34-jarige Gabriel Attal tot premier van Frankrijk, die daarmee de jongste en eerste openlijke homoseksuele man is die dit ambt bekleedt.

### 11 januari
- Het Internationaal Gerechtshof behandelt een klacht van Zuid-Afrika tegen Israël wegens vermeende schendingen van het Genocideverdrag ten aanzien van de Palestijnse bevolking in Gaza.  De klacht werd op 29 december 2023 ingediend.[7]

### 12 januari
- De Verenigde Staten en het Verenigd Koninkrijk vallen doelen van Houthi-rebellen aan in Jemen. Aanleiding zijn recente aanvallen van de Houthi’s op schepen in de Rode Zee.[8]
- Voormalig president van Suriname Desi Bouterse moet zich bij de gevangenis Santo Boma melden na de uitspraak in het proces rondom de Decembermoorden. Bouterse heeft zich niet gemeld.[9]

### 13 januari
- In Taiwan wint de regerende partij DPP – die bekendstaat als kritisch ten aanzien van China – de verkiezingen. Lai Ching-te wordt de nieuwe president.[10]

### 14 januari
- In het Koninkrijk Denemarken doet koningin Margrethe II na exact 52 jaar afstand van de troon. Ze wordt opgevolgd door haar oudste zoon koning Frederik X.[11]
- Op het schiereiland Reykjanes (IJsland) is het vulkaansysteem Eldvörp-Svartsengi weer actief. Het dorp Grindavík – waarvan alle bewoners inmiddels zijn geëvacueerd – wordt rechtstreeks bedreigd door de lava.[12]

### 22 januari
- Kameroen start als eerste met een landelijke vaccinatiecampagne tegen malaria dankzij het eerste vaccin RTS S van GSK.[13]

### 23 januari
- De Nederlandse Eerste Kamer stemt alsnog in met de spreidingswet, die gemeentes vanaf 1 februari verplicht tot het huisvesten van statushouders, ondanks de motie van de nieuw verkozen Tweede Kamer om pas op de plaats te maken.

### 26 januari
- In een voorlopige uitspraak draagt het Internationaal Gerechtshof Israël op om alle mogelijke maatregelen te nemen om genocide in Gaza te vermijden. Tegelijk moet het land maatregelen nemen om de humanitaire situatie in Gaza te verbeteren.[14] De uitspraak komt in antwoord op een klacht van Zuid-Afrika.

### 28 januari
- Op de Australian Open Tennis 2024 wint de Wit-Russische Aryna Sabalenka het vrouwenenkelspel en de Italiaan Jannik Sinner het mannenenkelspel.[15][16]

## Overleden
← · januari · februari · maart · april · mei · juni · juli · augustus · september · oktober · november · december ·  →